# سکیراچا
سکیراچا (به صربی: Sekirača) یک منطقهٔ مسکونی در صربستان است که در کورشوملیا واقع شده‌است. سکیراچا ۲۹ نفر جمعیت دارد.